# Endophallusia minuta
Endophallusia minuta är en insektsart som beskrevs av De Mello 1990. Endophallusia minuta ingår i släktet Endophallusia och familjen syrsor. Inga underarter finns listade i Catalogue of Life.